# 新巨站
新巨站（：／ Sin'geo yeok */?）是位于韩国庆尚北道清道郡清道邑新道1里的一个铁路车站，属于京釜线。

## 历史
- 1967年6月11日，落成使用。
- 2007年6月1日，客运业务停办。

## 车站周边
- 密陽江
- 新乡村运动发祥地纪念馆
- 新乡村路

## 相鄰車站
韓國鐵道公社
京釜線
清道－新巨－上東